# Bourbeuse (France)
Pour les articles homonymes, voir Bourbeuse.
La Bourbeuse est une rivière française qui traverse le territoire de Belfort d’est en ouest, affluent de l'Allaine et sous-affluent du Rhône par le Doubs et la Saône.

## Géographie
La Bourbeuse présente la particularité de naître de la confluence de la Madeleine et de la Saint-Nicolas à Bretagne. Elle est en fait la Saint-Nicolas, grossie de la Madeleine et d'autres affluents, qui change de nom à partir de cette confluence. Elle rejoint l’Allaine à l'aval de Bourogne pour former avec cette rivière un nouveau cours d'eau, l’Allan. À cette confluence, les rivières sont interceptées par le canal du Rhône au Rhin à 328 m d’altitude.
Cours d'eau de plaine, aux méandres paresseux, elle a été amputée d'une partie de sa longueur lors de la construction du canal du Rhône au Rhin au début du XIXe siècle. La présence du canal affecte son régime hydrologique et son écologie, en permettant différents échanges d'eau et d'espèces, favorisant notamment la circulation d'invasives.